# Tony Leung
Tony Leung Chiu-Wai (Hongkong, 27 juni 1962) (jiaxiang: Guangdong, Taishan) is een acteur uit Hongkong. Om hem te onderscheiden van een andere Tony Leung, de acteur Tony Leung Ka-Fai, wordt hij in Hong Kong vaak "Short Tony" genoemd, waar Leung Ka-Fai beter bekend is als "Big Tony", vanwege het fysieke verschil tussen beide acteurs.
Tony Leungs eerste bekende film was Hou Hsiao-Hsiens A City of Sadness uit 1989, maar velen zien zijn rol als undercoveragent in John Woo's Hard Boiled (1992), tegenover Chow Yun-Fat, als zijn persoonlijke doorbraak.
Leung speelde in zes films van cultregisseur Wong Kar-Wai, waaronder Chungking Express (1994), In the Mood for Love (2000) en 2046 (2004). Hij deelde de hoofdrol in de misdaadfilm Infernal Affairs (2002) met Andy Lau en speelde tevens in Hero (2002) met Jet Li, Gorgeous (1999) met Jackie Chan en Bullet in the Head (1990) met Simon Yam. 
Hij werd elf keer genomineerd voor een Hong Kong Film Award. Hij won zevenmaal: de eerste in 1988 voor People's Hero, de meest recente voor 2046. Hij werd verkozen tot Beste Acteur op het Liang voor In the Mood for Love (2000).
In 2008 vertolkte Tony Leung de hoofdrol in John Woo's epische film Red Cliff. 
Leung heeft ook zijn sporen op televisie en in de muziek verdiend.
Op 21 juli 2008 trad Tony Leung in het huwelijk met Carina Lau Kar-Ling. De ceremonie vond plaats in Bhutan. 

## Films
- Shang-Chi and the Legend of the Ten Rings (2021)
- Ronin Sequel (2009)
- Red Cliff (2008)
- Lust, Caution (2007)
- Confession of Pain (2006)
- Seoul Raiders (2005)
- 2046 (2004)
- Super Model (2004)
- Sound of Colors (2003)
- Infernal Affairs 3 (2003)
- My Lucky Star (2003)
- Hero (2002)
- Infernal Affairs (2002)
- Chinese Odyssey 2002 (2002)
- Love Me, Love My Money (2001)
- Fighting for Love (2001)
- Healing Hearts (2000)
- In the Mood for Love (2000)
- Tokyo Raiders (2000)
- Gorgeous (1999)
- Your Place or Mine (1998)
- Flowers of Shanghai (1998)
- Timeless Romance (1998)
- The Longest Nite (1998)
- Chinese Midnight Express (1997)
- 97 Aces Go Places (1997)
- Happy Together (1997)
- War of the Underworld (1996)
- Blind Romance (1996)
- Cyclo (1995)
- Heaven Can't Wait (1995)
- Dr. Mack (1995)
- Ashes of Time (1994)
- Chungking Express (1994)
- The Returning (1994)
- Always Be the Winners (1994)
- He Ain't Heavy, He's My Father (1993)
- Tom, Dick, and Hairy (1993)
- The Magic Crane (1993)
- Two of a Kind (1993)
- Hero - Beyond The Boundary Of Time (1993)
- Three Summers (1993)
- End Of The Road (1993)
- Butterfly and Sword (1993)
- The Eagle Shooting Heroes (1993)
- Days of Being Dumb (parody of Days of Being Wild, 1992)
- Come Fly the Dragon (1992)
- Lucky Encounter (1992)
- Hard Boiled (1992)
- The Banquet (1991)
- Chinese Ghost Story 3 (1991)
- The Tigers (1991)
- Don't Fool Me (1991)
- Days of Being Wild (1991)
- The Great Pretenders (1991)
- Fantasy Romance (1991)
- Bullet in the Head (1990)
- The Royal Scoundrel (1990)
- A City of Sadness (1989)
- Seven Warriors (1989)
- My Heart is that Eternal Rose (1989)
- I Love Maria (1988)
- People's Hero (1987)
- You Will I Will (1986)
- Happy Go Lucky (1987)
- Love Unto Waste (1986)
- Din lo jing juen (The Lunatics) (1986)
- Young Cops (1985)
- Fascinating Affairs (1985)
- Mad Mad 83 (1983)

- Bibsys: 11050957
- Biblioteca Nacional de España: XX1276900
- Bibliothèque nationale de France: cb140714909 (data)
- Gemeinsame Normdatei: 13216812X
- International Standard Name Identifier: 0000 0001 2148 7039
- Library of Congress Control Number: nr97041325
- MusicBrainz: 3113e0e2-49d5-4cba-9f9f-13e24857ff27
- Bibliotheek van het Japanse parlement: 00872206
- Nationale Bibliotheek van Tsjechië: xx0171001
- Nationale bibliotheek van Australië: 36725635
- Nationale Bibliotheek van Israël: 987007429560705171
- Nationale Bibliotheek van Polen: a0000001615845
- Nederlandse Thesaurus van Auteursnamen: 149380224
- SNAC: w6pc3z84
- Système universitaire de documentation: 060395214
- Virtual International Authority File: 117285678
- WorldCat: E39PBJwCYQGd6x3XJhCQvb8XBP